# Bornit
Bornit je bakrov železov sulfidni mineral s kemijsko formulo Cu5FeS4, ki kristalizira v ortorombskem kristalnem sistemu.

## Zgodovina in etimologija
Bornit so prvič opisali leta 1725, ko so ga odkrili v hribovju  Krušné Hory v bližini Karlovih Varov na Češkem. Leta 1845 so ga poimenovali po avstrijskem mineralogu Ignacu von Bornu (1742–1791).

## Videz
Bornit je na sveži površini rjave do bakreno rdeče barve, ki se ponekod preliva od modre do škrlatne. Zaradi te značilnosti je dobil nadimka pavji baker in pavja ruda. Naravni mineral nima vedno te značilnosti, zato ga mnogi trgovci z minerali potopijo v kislino, s čimer poudarijo njegove barve.

## Mineralogija
Bornit je pomembna bakrova ruda s približno 63% bakra.  Pojavlja se v različnih okoljih: v karbonatitih skupaj s piritom, baritom in kalcitom, v skarnih, ki so nastali med karbonatnimi in magmatskimi kamninami, v metamorfnih kamninah, v mezotermalnih žilah in metasomatskih rudiščih skupaj s halkopiritom, halkozinom in piritom. V cementacijskih conah bakrovih rudišč je nastal sekundarno z nadomeščanjem primarnega halkopirita skupaj s kovelinom, digenitom in halkozinom. V oksidacijskih conah bakrovih rudišč ga nadomeščajo azurit, malahit in hrizokola.

## Nahajališča
Pomembna nahajališča kristalov bornita so rudišče Butte (Montana, ZDA), Bristol (Connecticut, ZDA), Cornwall (Velika Britanija) in Bor (Srbija). Velike kristale so našli v Frossniških Alpah na Vzhodnem Tirolskem (Avstrija). Druga nahajališča so Mehiki, Peruju, Čilu, Avstraliji, Zambiji, Namibiji, Nemčiji, Italiji, Švedski, Poljski, Rusiji in drugod. 
V Sloveniji je bornit v litijskem rudniku, Hobovšah pri Sovodnju in na Remšniku.